# Robin Roberts (Baseballspieler)
Robin Evan Roberts (* 30. September 1926 in Springfield, Illinois; † 6. Mai 2010 in Temple Terrace, Florida) war ein US-amerikanischer Baseballspieler in der Major League Baseball (MLB).

## Biografie

Roberts’ „Retired Number“ bei den Phillies

Robin Roberts war der siegreichste rechtshändige Pitcher der Philadelphia Phillies. Roberts kam von der Michigan State University, wo er Baseball und Basketball gespielt hatte, zum professionellen Baseball. Im ersten Jahr seiner Profikarriere war er enttäuscht darüber, im Minor League Baseball beginnen zu müssen, aber bereits am 18. Juni 1948 gab er sein Debüt in der National League. In dieser Saison gewann er neun Spiele, in seiner ersten kompletten Saison 1949 erreichte er fünfzehn Siege. Seine erste Saison mit zwanzig Siegen feierte er 1950. Den 20. Sieg erreichte er im letzten Spiel der Saison gegen die Brooklyn Dodgers am 1. Oktober 1950. Mit diesem Sieg sichern sich die Phillies den Titel in der National League und erreichen die World Series gegen die New York Yankees. Hier behielten die Yankees in vier Spielen die Oberhand.
Bis 1955 erreichte Roberts jedes Jahr die Marke von 20 Siegen, von 1952 bis 1955 sogar jeweils die meisten in der National League. Sein bestes Jahr ist 1952 mit 28 Siegen bei sieben Niederlagen. In seiner gesamten Karriere kam Roberts auf 286 Siege bei 245 Niederlagen, 2357 Strikeouts, einen ERA von 3,41, 305 komplette Spiele und 45 Shutouts. Seit 1956 hatte er allerdings mit gesundheitlichen Problemen zu kämpfen, die sein Werferspiel nicht mehr so erfolgreich sein ließen wie in den Jahren zuvor. 1962 wurde er an die New York Yankees verkauft, für die er allerdings kein einziges Inning warf und die ihn an die Baltimore Orioles weitertransferierten. In Baltimore erreichte er in dreieinhalb Jahren nochmals 42 Siege. Weitere Stationen bei den Houston Astros und den Chicago Cubs folgten. Am 29. August 1966 bestritt er sein letztes Spiel gegen die Atlanta Braves und erhielt den letzten Sieg seiner Karriere.
1976 wurde Roberts in die Baseball Hall of Fame gewählt.